# Byrd-Gletscher
Der Byrd-Gletscher ist ein in der  Ostantarktis gelegener Gletscher. Der etwa 135 km lange und 24 km breite Gletscher fließt in östlicher Richtung zwischen der Britannia Range und den Churchill Mountains, um am Barne Inlet in das Ross-Schelfeis zu münden. Benannt wurde der Gletscher nach dem US-amerikanischen Polarforscher und Admiral Richard Evelyn Byrd.
Mit einem typischen Auslassvolumen von 20 km³ und einer Auslassgeschwindigkeit von 825 m pro Jahr ist er einer der größten Auslassgletscher der Antarktis. Im Jahr 2006 bewirkte ein unter dem Gletscher fließender Fluss eine Erhöhung der Geschwindigkeit um 10 % und eine Zunahme des Auslassvolumens auf 22 km³ im Jahr.

## Topographische Kartenblätter

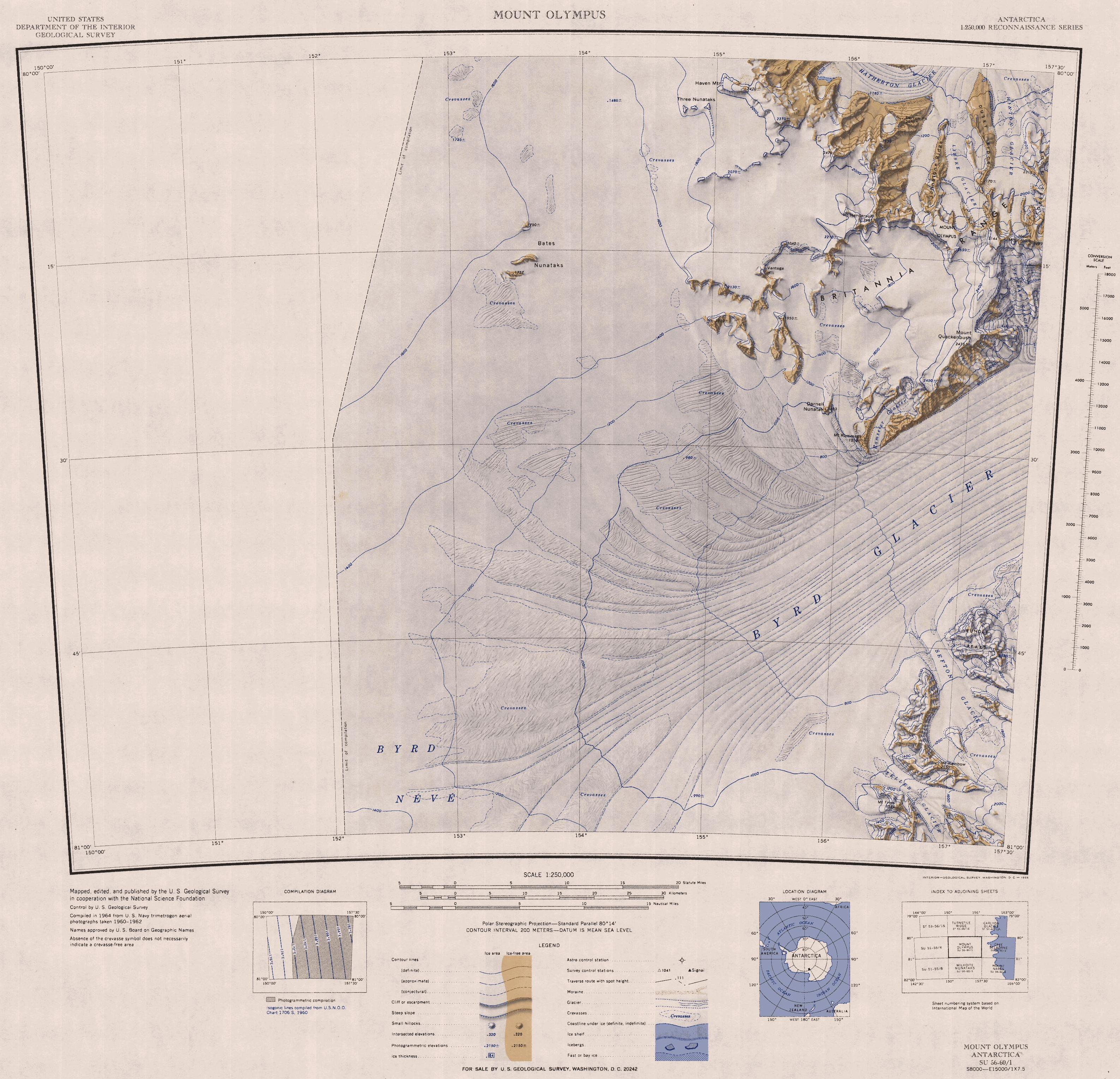
Westteil
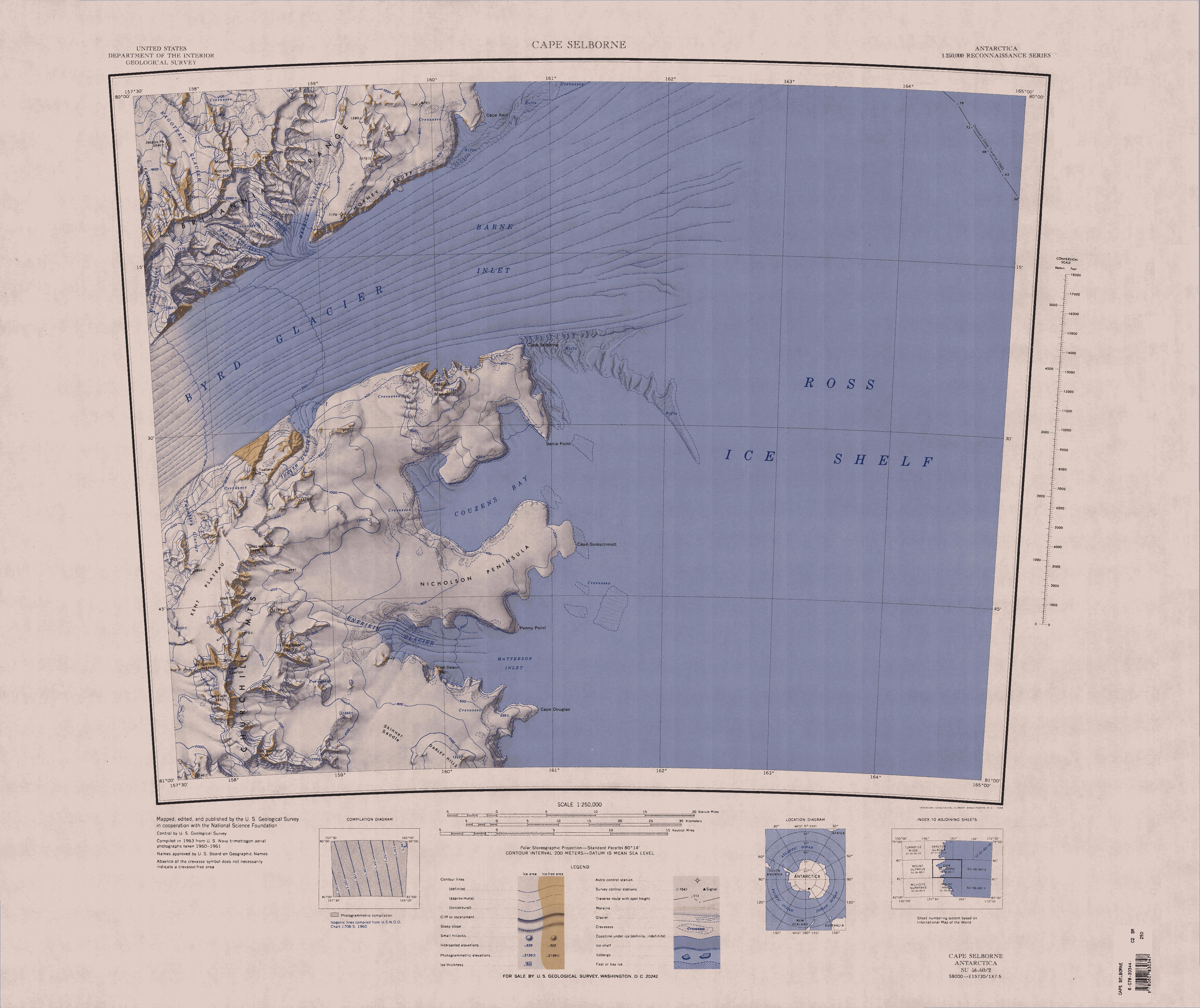
Ostteil